# Craugastor anciano
Craugastor anciano är en groddjursart som först beskrevs av Savage, McCranie och Wilson 1988.  Craugastor anciano ingår i släktet Craugastor och familjen Craugastoridae. IUCN kategoriserar arten globalt som akut hotad. Inga underarter finns listade i Catalogue of Life.